# ناحیه لورین، شهرستان هنری، ایلینوی
ناحیه لورین (به انگلیسی: Loraine Township) یک منطقهٔ مسکونی در ایالات متحده آمریکا است که در شهرستان هنری، ایلینوی واقع شده‌است. ناحیه لورین ۱۸۴ متر بالاتر از سطح دریا واقع شده‌است.